# جاك إكس: كومبات ريسنغ
جاك إكس: كومبات ريسنغ (بالإنجليزية: Jak X: Combat Racing)‏، هي لعبة فيديو أمريكية، وهي الجزء الفرعي الأول لسلسلة داكستر أند جاك، صدرت اللعبة سنة 2005، وتعمل على منصة بلاي ستيشن 2 الحصرية، هذه اللعبة من تطوير ستوديو نوتي دوغ، ومن نشر سوني كمبيوتر إنترتنمنت.

## روابط خارجية
- جاك إكس: كومبات ريسنغ على موقع IMDb (الإنجليزية)

## الموقع الخارجي
- Jak X: Combat Racing (PS2) at GameSpot
- Jak X: Combat Racing على موبي غيمز